# Brek

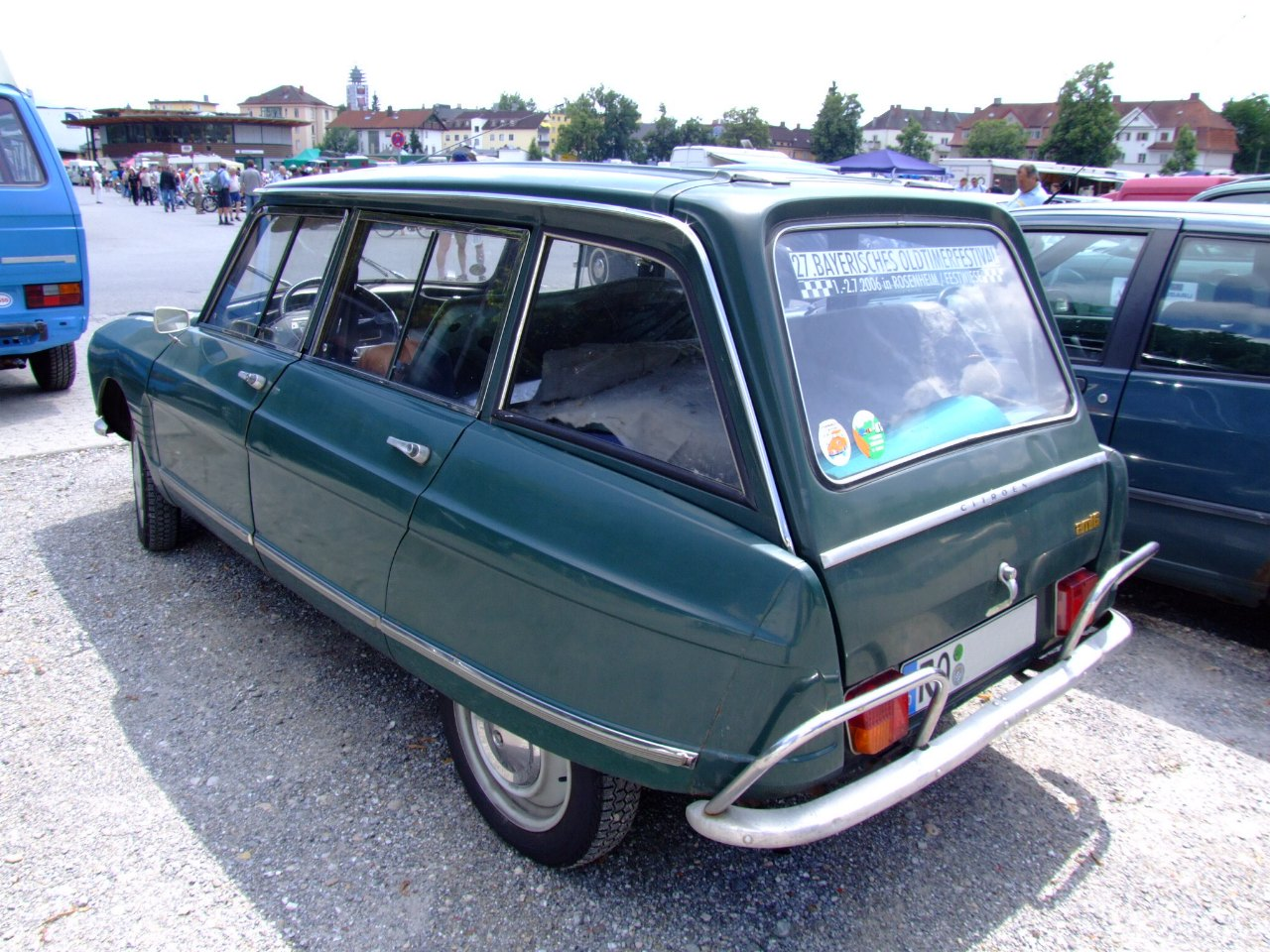
Citroën Ami 6 Break - przykład nadwozia typu brek (kombi)

Brek (również brake oraz break) – wóz popularny na przełomie XIX i XX wieku. Nie posiadał osłon z boku, miał za to stały, miękki dach, utrzymujący się na prętach jak baldachim. 
Rozwiązanie konstrukcyjne naśladowało konny brek myśliwski (tzn. powóz, do którego pasażerowie wsiadali od tyłu).
Użycie nazwy brek została później rozszerzone na samochody z „twardym” dachem – typu kombi, szczególnie we Francji, gdzie jest w użyciu do dzisiaj. 